# Вагит Алекперов
Вагит Юсуфович Алекперов (роден на 1 септември 1950 година в Баку) е азербайджански и руски бизнесмен, президент на водещата руска петролна компания Лукойл.
Той е класиран от списание „Форбс“ като осмия най-богат човек в Русия със състояние от 13,9 милиарда долара и петдесетия най-богат човек в света.

## Биография
Алекперов е роден в Баку, един от първите центрове на международната петролна промишленост. Баща му, който почива, когато Вагит е момче, работил в нефтените полета през целия си живот и вдъхновява Алекперов да следва стъпките му. Бащата на Алекперов е бил мюсюлманин, а майка му – рускиня и православна. Алекперов е религиозен, но не се определя като мюсюлмани или православен. На осемнадесет годишна възраст той получава първата си работа в индустрията.
Завършва през 1974 г. Азербайджанския нефтен и химичен институт. Като студент той работи като оператор на пробивна машина в „Каспморнефт“ – Каспийска регионална нефтодобивна компания.
След дипломирането си продължава да работи там, а до 1979 г. е се развива от инженер до заместник-ръководител на производствена единица. Не се притеснява да работи при екстремни условия по нефтените платформи в открито море. При нещастен случай – експлозия на платформата на която работи, той е изхвърлен от ударната вълна в бурното Каспийско море и успява да спаси живота си с плуване.
Алекперов се премества в Западен Сибир през 1979 г. и работи в „Сургутнефтгаз“ между 1979 и 1985 г., спечелвайки репутация на експерт в индустрията. Развивайки се в професионален аспект, до 1985 г. той става първи заместник генерален директор на нефтодобивната компания „Башнефт“. През 1987 г. той става главен директор на новосъздадената „Когалимнефтгаз“.
През 1990 г., Алекперов е назначен за заместник-министър на нефтената и газовата промишленост на Съветския съюз и става най-младият заместник-министър на енергетиката в съветската история. По това време, Алекперов насърчава създаването на вертикално интегрирани държавни енергийни компании. Те обединяват широк кръг от организации в енергийния сектор, които по това време, се отчитат пред различни съветски бюрократични институции.
Като заместник-министър на нефтодобивната и газодобивната промишленост на Съветския съюз, Алекперов се занимава с формирането на първата вертикално интегрирана държавна енергийна компания, „Лангепас-Урай-Когалимнефт“, създадена в края на 1991 г. като дъщерно дружество на Министерството на горивата и енергията. През април 1993 г., „Лангепас-Урай-Когалимнефт“ се превръща в нефтодобивната „ЛУКойл Къмпани“, с Алекперов като неин президент.
Алекперов остава президент на „Лукойл“. С повече от 100 000 работници, днес „Лукойл“ е сред най-мощните компании за добив на петрол в света, със запаси приблизително като на „Exxo“.
Лукойл е и първата руска компания която придобива американска компания. През ноември 2000 г. Лукойл придобива Гети Петролеум Маркетинг и нейните 1300 бензиностанции в САЩ. Подобно на много други руски олигарси, Алекперов също започва да се занимава с банково дело и медии.
На 4 май 2007 г. британският вестник Дейли Мейл съобщава, че Алекперов е изразил интерес да купи футболния клуб „Тотнъм Хотспър“. Според вестника, Тотнъм е примамливо предложение за Алекперов, с това че се намира в Лондон, с международния си авторитет и впечатляващите си игри у дома и на чужд терен.

## Противоречия с Шмид
По този начин Лукойл се издига по време на последните дни на Съветския съюз през 1991 г., създадена от малка група от съветски петролни бюрократи и водена от Алекперов. Един от членовете на групата е неговият близък приятел Виталий Шмид, нефтен инженер. Групата изковава здрави връзки, работейки в отдалечен лагер за сондиране в град Когалим в сибирските блата. Името на града означава „езеро, където човек умира“.
Петролният магнат Шмид е мулти-милионер с луксозни резиденции в четири държави. Голяма част от богатството му идва от група от малки офшорни енергийни компании, ръководени от него самия и от няколко от ръководителите на Лукойл.
Неговата внезапна смърт при мистериозни обстоятелства в Москва през август 1997 г. поставя началото на борба за контрол над активите му, скрити в данъчни убежища на остров Ман в Панама. Това кара синът му Вадим Шмид, деветнадесет годишен, да обвини ръководителите на Лукойл, включително и Алекперов, за набези над имотите на баща си, които твърдения те, разбира се, отричат, според статията на първа страница в Уол Стрийт Джърнал от 6 декември 2006.
Вадим предявява претенциите си в съда на остров Ман и във Великобританския Висш апелативен съд, известен като Таен съвет. В отговор на твърденията, които Виталий Шмид разсекретява на остров Ман, че ръководители на Лукойл поемат контрола на печалбите на дружествата, Алекперов заявява: „За съжаление, синът не пое по пътя на баща си. Той търси предполагаемото му състояние.“
Шмид изпълнява задълженията си на ръководител на сондирането в Когалим, когато Алекперов се премества в Министерството на нефтодобива в Москва. Там, Алекперов спомага за превръщането на Лукойл в държавна компания под контрола на Когалим с огромни залежи от природен газ. През 1993 г. малка част от Лукойл започва публично да търгува в Русия, след което интереса на държавата постепенно се свива до нула.

## Личен живот
Алекперов е женен за Лариса Викторовна Алекперова и има син Юсуф роден през 1990 година. В свободното си време той обича да пътува по света и да бъде със семейството си и приятелите си.